# Màfia mexicana
La "Màfia Mexicana" (MM) o "La eMe" (eMe), i Mexican Mafia en anglès, és una notòria organització criminal mèxico-estatunidenca dels Estats Units. Es va formar a finals de la dècada dels cinquanta per membres de colles de carrer del sud de Califòrnia un cop encarcerades a la Deuel Vocational Institution, un correccional juvenil localitzat a Tracy, Califòrnia.
Diversos membres d'aquestes colles de l'est de Los Angeles i membres d'altres àrees de Califòrnia formaren llavors la "colla de colles" coneguda com la Màfia Mexicana, sindicat criminal mèxico-americà, que també és conegut amb el nom de La eMe, esdevenint aquesta la primera banda de presó a Califòrnia. Aproximadament de tretze a vint Chicanos de l'est de Los Angeles formaren el nucli original de la banda.
Inicialment La Màfia Mexicana fou formada per a protegir-se de presoners d'altres grups ètnics, com ara del personal administratiu de les presons. Conforme l'organització fou augmentant els seus poders al món exterior, van evolucionar fins a convertir-se en un sindicat criminal involucrat en extorsions, fraus, captació d'impostos, narcotràfic, blanquejat de diners i assassinats dins i fora de la presó. És la banda més poderosa a les presons i és una de les més antigues als Estats Units.

## Història

### Fundació
El 14 de novembre de 1957 es va descobrir una reunió de mafiosos a Apalachin, Nova York (Reunió d'Apalachin). L'endemà, un periòdic va publicar que Luis "Huero Buff" Flores, qui seria finalment fundador de l'organització, s'havia reunit amb altres individus pertanyents a diverses bandes.
La Màfia Mexicana va ser fundada l'endemà, el 15 de novembre de 1957, per 13 membres de bandes de chicanos de Los Angeles (entre les quals es trobaven Boyle Heights, East Los Angeles, o Hawaiian Gardens) empresonats a la Institució Professional Deuel, un centre de menors que en l'actualitat s'ha convertit una presó estatal situada a Tracy, Califòrnia.
Algunes bandes com White Fence, Hawaiian Gardens, Varrio Nuevo Estrada, Big Hazard, Eastside Clover, Hoyo Maravilla, o Avenues, s'havien consolidat com a entitats independents i estaven enfrontades entre si. Luis Flores va aconseguir unir, una vegada a la presó, a molts dels seus membres que havien estat enemics al carrer, i van assentar les bases de la Màfia Mexicana.
Luis Flores inicialment va reclutar a membres violents per a la banda, en un intent de crear una organització altament temuda que pogués controlar les activitats del mercat negre de les instal·lacions de la presó Deuel.
Un dels seus membres, Ramón Eme "Mundo" Mendoza, va afirmar que "L'objectiu al principi era terroritzar el sistema penitenciari i gaudir de les comoditats de presó mentre passa el temps".
Quan els nous membres de l'Eme eren posats en llibertat, Anacleta "Annie" Ramírez, un conegut membre de la comunitat d'East Los Angeles, va acollir-ne molts i els va aparellar amb joves problemàtiques del barri. Ramírez, una dona forta i resistent, va ensenyar la disciplina als joves, regles per a la vida al carrer, i alguns delictes menors. Aquest paper va ser creixent fins a convertir-se en una comerciant de drogues. Ramírez ordenava els assassinats dels seus rivals en el negoci als joves, als quals els exigia lleialtat.

### Creixement
D'acord amb Chris Blatchford, "En 1961, els administradors de DVI, alarmats per l'escalada de violència, van transferir un nombre important de membres fundadors de l'Eme a San Quintín, amb l'esperança de dissuadir els seus comportaments violents en barrejar-se amb adults condemnats endurits. No va funcionar." Una sèrie d'assassinats d'altres presos per part de l'Eme els va donar una reputació entre els habitants de San Quintín.
La cerca de l'Eme pel control total va animar molts altres presos chicanos, farts dels pinxos de la Màfia Mexicana que apunyalaven, mataven i robaven els seus rellotges, anells, cigarrets i qualsevol altra cosa de valor, a fundar secretament una banda nova a la presó anomenada  Nuestra Família (NF). Nuestra Família es va crear a mitjan 1960 a Soledad, Califòrnia. Els primers membres eren de la zona de Los Angeles, però la NF aviat es va estendre a interns d'altres llocs, principalment de comunitats rurals en el nord de Califòrnia. En 1968 va esclatar a San Quintín un motí a gran escala després que un soldat de la Màfia Mexicana, robés un parell de sabates a un simpatitzant de la NF. Dinou presos van ser apunyalats i un membre de l'Eme va morir. La batalla va arribar a ser coneguda com la Guerra de les sabates (en anglès: Shoe War) i va establir Nuestra Família com un important rival de l'Eme.

### Nova Màfia Mexicana
L'Eme no ha de ser confosa amb la Nova Màfia Mexicana. Aquesta va ser creada al voltant de 1974 per presos de la presó de Florence, Arizona, quan ja existia la de Califòrnia.
En 1978, l'Eme es va dividir en dues organitzacions: una que conservava l'estructura i filosofia original, la Màfia Mexicana Original, i una altra, la Nova Màfia Mexicana, amb la seva pròpia estructura, en la qual cada membre pot votar al capdavanter, qui té el poder de prendre les decisions importants.
Han ocorregut molts assassinats a causa que ambdues organitzacions reclamen el títol de "Màfia Mexicana" en el sistema penitenciari d'Arizona.

## Membres
La policia de l'Estat de Califòrnia assegura que l'organització té actualment uns 300 membres, alguns en presons, i molts lliures pel sud de Califòrnia. Addicionalment existeixen molts no-membres que hi col·laboren com a socis que aspiren a ser membres, restant amb bona disposició per a cometre crims per encàrrec de la banda per tal d'aconseguir el ser acceptats com a membres.
Cal el vot de tres membres per a ingressar a la banda.
La banda té 4 regles bàsiques segons El 42:
1. Ser responsable (mort als delators)
2. No es permet l'homosexualitat (càstig:la mort)
3. Respecte als membres femenins de la comunitat. (pot haver càstig de mort)
4. Respecte a la resta de membres i no actuar per motius personals.

Només un membre pot matar a un altre membre (no un associat).

## Altres
- La doctrina original de la banda va ser l'establiment d'un estat independent transfronterer que els garantís els drets que la majoria dominat blanca els havia denegat.

- Els Sureños són una munió de petites bandes que dins les presons s'uneixen en un de sol, i que són el muscle de la Màfia mexicana.

- La banda és bicèfala en la cúpula, amb dos caps amb iguals poders.

- Les ciutats de Califòrnia estan dividides per la banda en tres categories: De Iniciativa lliure; qualsevol membre local involucrat en el narcotràfic pot demanar ajut d'altres membres per a participar en el negoci; d'Elecció Lliure, el membre local de la banda pot decidir si participa o no (sense repercussions) en algun negoci de narcotràfic; i les Lliures de Drogues, on qualsevol membre local que sigui enxampat distribuint o sota la influència de narcòtics és severament castigat..

- Segons el FBI, "La Eme" ha encarregat assassinats a altres bandes, com la Aryan Brotherhood. Les dues bandes són rivals de les bandes d'afroamericans com la Black Guerilla Family.